# McMurdosundet
McMurdosundet er et cirka 60 km (maksimum 74 km) bredt og 148 km langt sund mellem Ross Island og Victoria Land i Antarktis. Mod syd grænser sundet op mod Rossbarrieren og har derfor mere karakter af en bugt. McMurdosundet blev opdaget i 1841 af James Clark Ross under dennes sydpolsekspedition.
McMurdosundet er en vigtig adgangsvej til det antarktiske kontinent. Flere sydpolsekspeditioner har haft baser ved McMurdosundet, blandt andet ekspeditionerne under ledelse af Robert F. Scott og Ernest Shackleton. Ned til sundet, på Rossøen, ligger Antarktis' største samfund, den amerikanske forskningsstation McMurdo Station.

## Galleri
- Skib på vej gennem McMurdosundet
- Under vandet i McMurdosundet. Til højre isbræmmen på havbunden
- Satellitfoto af McMurdosundet med Ross Island og McMurdostationen indtegnet

## Eksterne links
- McMurdo Sound Encyclopaedia Britannica Online
- Virtual Tour – McMurdo Station, Antarctica Arkiveret 1. marts 2011 hos  Wayback Machine University of Chicago

77°30′S 165°00′Ø / 77.500°S 165.000°Ø